# Кавальер Святого Джеймса
Кавальер Святого Джеймса (мальт. Kavallier ta' San Ġakbu, англ. Saint James Cavalier) — кавальер 16 века в Валлетте, который был построен Орденом Святого Иоанна. Он выходит на бастион Святого Джеймса, большой тупоугольный бастион, образующий часть наземного фронта Валлетты. Кавальер Святого Джеймса был одним из девяти запланированных кавальеров в городе, хотя в конечном итоге были построены только два, другой был кавальер Святого Иоанна. Он был спроектирован итальянским военным инженером Франческо Лапарелли, а его строительство курировал его мальтийский помощник Джироламо Кассар. Кавальер Святого Джеймса никогда не использовался в военных действиях, но сыграл свою роль во время восстания священников в 1775 году.
Кавальер расположен на площади Кастилии, недалеко от Кастильского подворья, центрального банка Мальты, здания парламента и мальтийской фондовой биржи. Он был реставрирован в рамках проекта тысячелетия Мальты, и теперь в его здании располагается культурный центр под названием Творческое пространство (мальт. Spazju Kreattiv, англ. Creative Space).

## История

### Управление госпитальерами

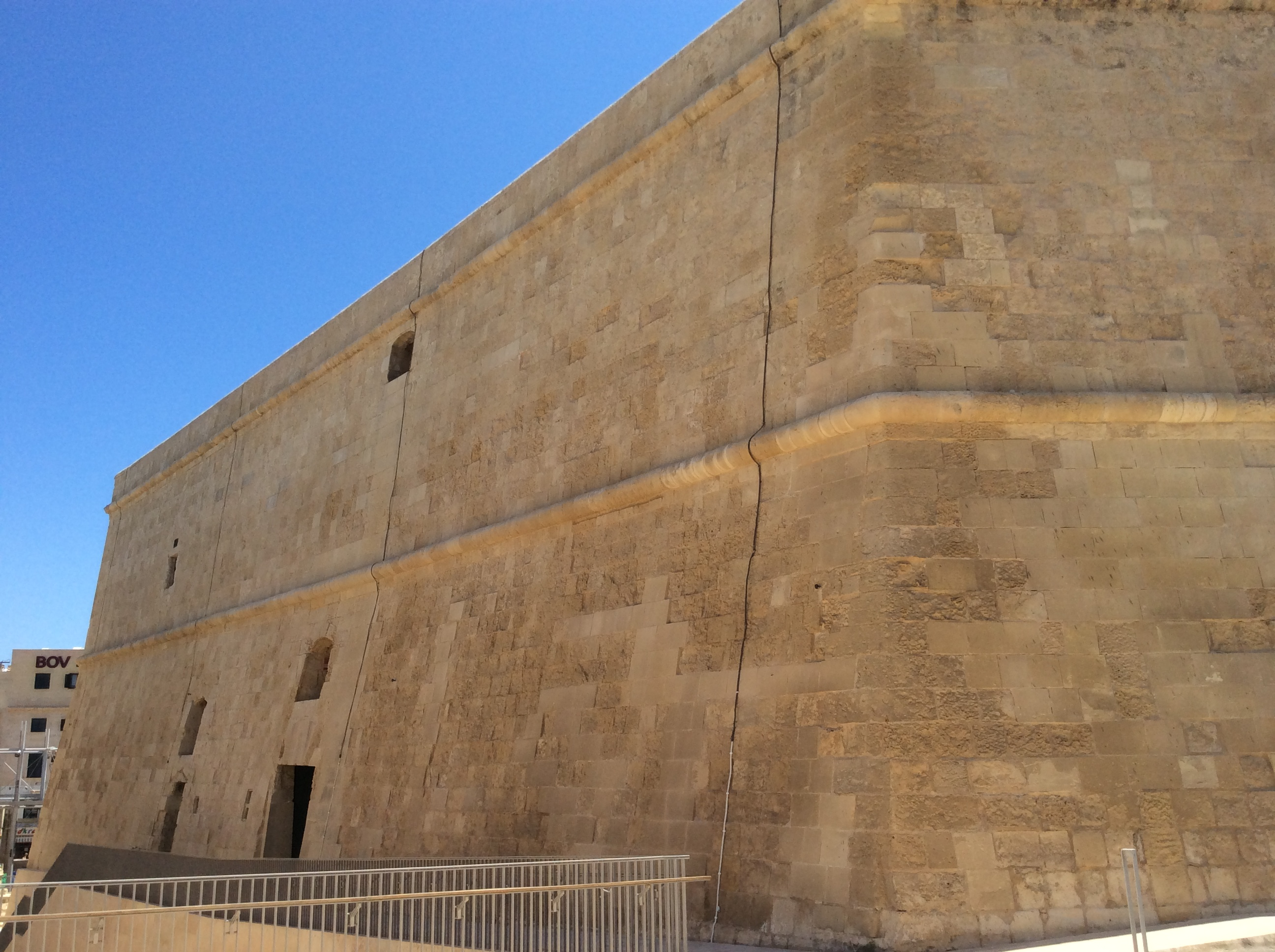
Вид с боковой стороны.

После Великой осады Мальты в 1565 году, когда Османская империя попыталась захватить Мальту, но не смогла этого сделать, орден Святого Иоанна решил навсегда поселиться на острове и сразу же принял решение построить новый укрепленный город в качестве своей новой столицы, и он был назван Валлеттой в честь великого магистра Жана Паризо де ла Валетта. Для этого де ла Валетт обратился за финансовой помощью к различным европейским правителям. Папа Пий V не только оказал финансовую помощь, но и отправил на Мальту итальянского военного инженера Франческо Лапарелли для проектирования фортификационных сооружений новой столицы. Строительство города началось в марте 1566 года, и работы продолжались на протяжении всех 1570-х годов. После отъезда Лапарелли с Мальты и его последующей смерти строительство города было поручено его мальтийскому помощнику, архитектору и военному инженеру Джироламо Кассару. Кавальер Святого Джеймса в первые годы своего существования часто назывался Кавалерской башней.
Кавальер Святого Джеймса был одним из первых зданий, построенных в Валлетте, наряду с церковью Богоматери Победительницы и остальными укреплениями. Он был построен как приподнятая платформа, на которой были размещены пушки для защиты города от нападений со стороны суши, в районе, где позже был построен город Флориана. Помимо запрета на въезд, кавальер также выполнял задачу обороны города. Он был соединён с Кавальером Святого Иоанна ныне заблокированным подземным переходом.
Кавальер также использовался как сигнальная станция. Каждый день производилось по три выстрела — на восходе, в полдень и на закате. Первые и вторые отмечали открытие и закрытие городских ворот. Орудийные сигналы продолжали поступать с кавальера примерно до 1800 года, пока их не стали запускать с соседней салютной батареи.

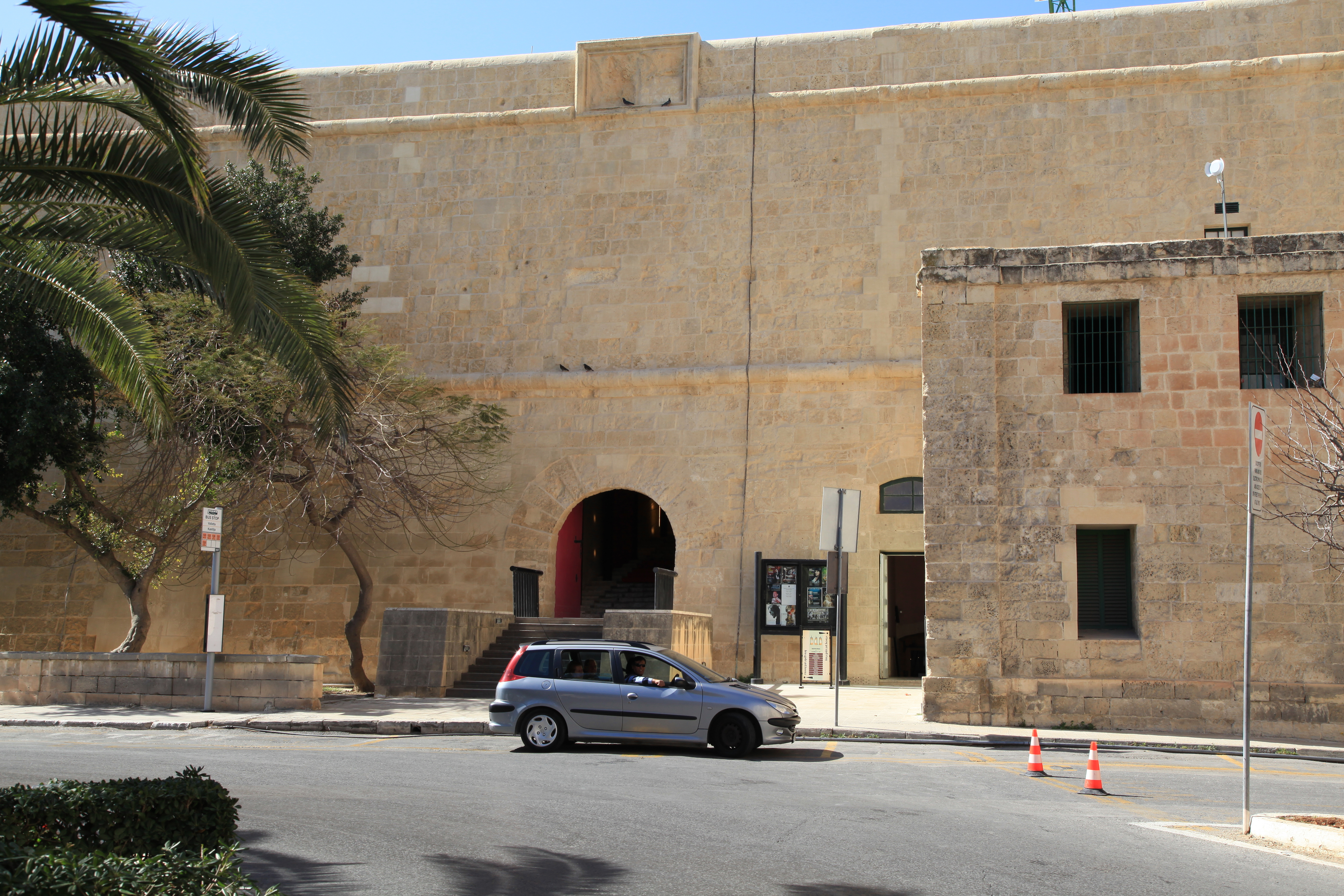
Вид на Кавальер Святого Джеймса с площади Кастилии, справа видно Дар Аннону.

В 1686 году, во время правления Грегорио Карафа, небольшое здание, известное как Дар Аннона, было присоединено к восточному флангу кавальера. Первоначально в этом здании располагался университет, а позже — почтовое отделение.
8 сентября 1775 года кавальер Святого Джеймса был захвачен мятежниками во время восстания священников. Флаг ордена был спущен, а вместо него поднято знамя Святого Павла. Форт Сант-Эльмо также был захвачен повстанцами, но Ордену удалось отбить его после короткой перестрелки. Вскоре после взятия форта мятежники в кавальере сдались. Трое из них были казнены, а остальные сосланы или заключены в тюрьму. Головы трёх казнённых были выставлены на углах кавальера, но были убраны вскоре после того, как Эммануэль де Роган-Полдюк был избран великим магистром в ноябре того же года.

### 19-й и 20-й века
Взяв под свой контроль Мальту в начале 19-го века, англичане превратили кавальер в офицерскую столовую, место, где солдаты могли общаться. В этот момент в конструкцию были внесены некоторые изменения, включая замену пандуса, ведущего на крышу, лестницу и увеличение количества комнат за счет строительства арочного потолка в помещении первого этажа, таким образом, создав два этажа там, где раньше был только один. Изменения были также внесены, чтобы бороться с влажностью.
Позже в кавальере были выкопаны две цистерны для хранения воды, перекачиваемой в Валлетту по акведуку Вигнакур. Кавальер был место запаса воды для всего города.
В 1853 году было предложено снести кавальер, чтобы освободить место для больницы, но предложение было отклонено.
Во время Второй мировой войны здание также использовалось в качестве бомбоубежища, а его верхний этаж стал продовольственным складом для военно-морского флота, армии и военно-воздушных сил.
В 1970-х годах правительственный печатный станок переехал из Дворца Гроссмейстера в кавальер и оставался там до тех пор, пока в 1996 году не были открыты новые помещения в промышленном комплексе Марса.

### Культурный центр

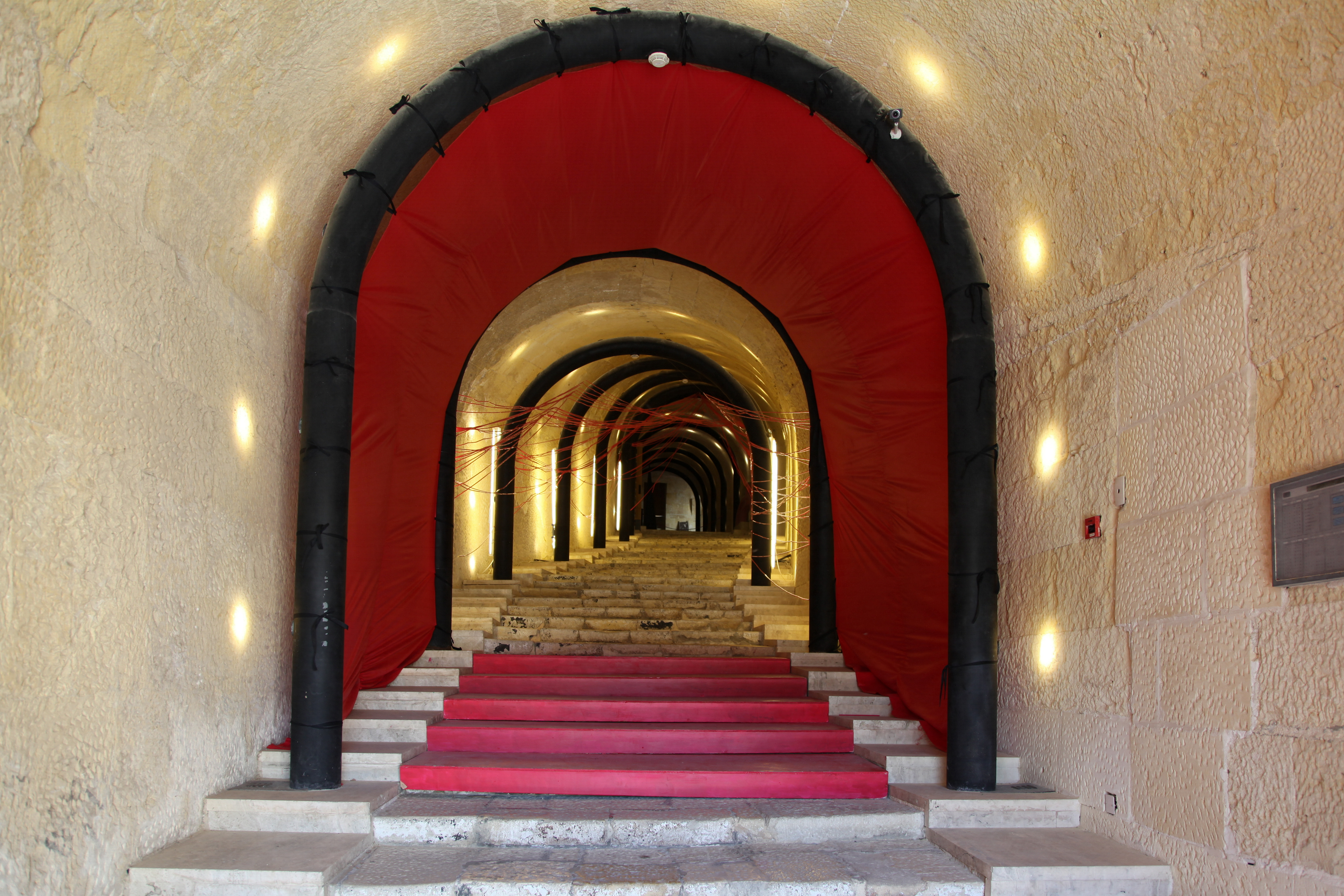
Интерьер кавальера Святого Джеймса.

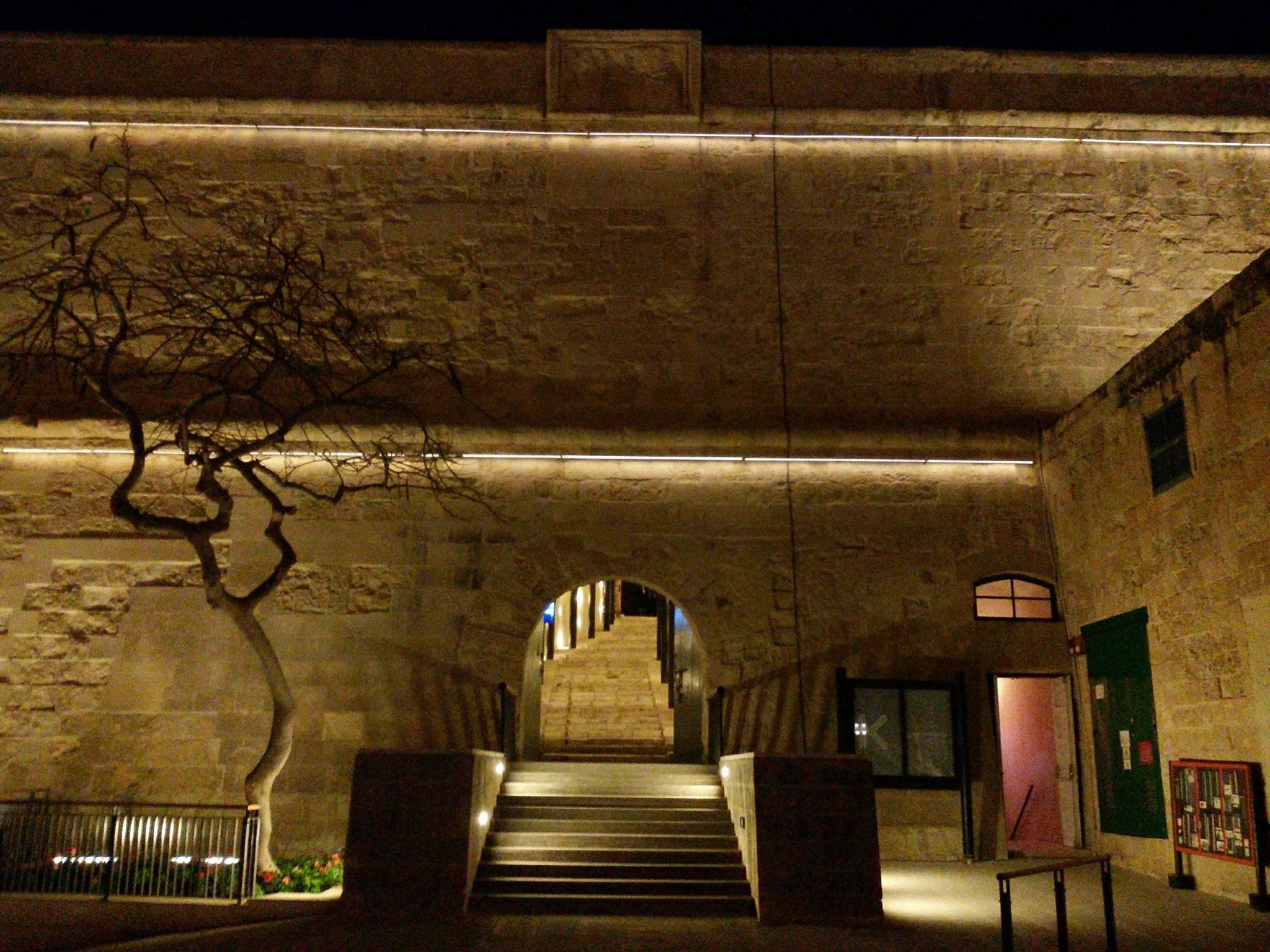
Кавальер Святого Джеймса ночью.

В 1990-х годах правительство Мальты заказало генеральный план восстановления Валлетты и её окрестностей. Проект включал в себя также восстановление кавальера Святого Джеймса и преобразование его в культурных целях. Реставрация была осуществлена мальтийским архитектором Ричардом Инглендом.
В ходе реконструкции кавальер превратился из здания, предназначенного для того, чтобы запрещать въезд в город в то, которое приветствует посетителей. Англия описала задачу внесения таких изменений как «создание возможности для здания приспособиться к новым потребностям таким образом, чтобы, уважая прошлое, принять концепцию изменений без страха». Однако эта работа вызвала много споров и была признана неудовлетворительной многими мальтийцами, что отчасти привело к остановке других запланированных проектов в Валлетте и решению использовать знаменитых архитекторов (таких как Ренцо Пиано), а не Ричарда Ингленда. Другие проекты начались в 2008 году, когда начались работы над городскими воротами, местом бывшего оперного театра, новым зданием парламента и остальной территорией вокруг въезда в город.
Одна из самых больших проблем, с которой столкнулись рабочие — это проблема увеличения доступности в здании, которое изначально было создано для отражения атак захватчиков. Это потребовало серьёзного структурного вмешательства и очень трудных решений о том, какие области должны и должны подвергнуться такому радикальному вмешательству.
Эта задача была выполнена с большим апломбом в преобразовании двух цистерн с водой, одной в большое театральное пространство кавальера, а другой в атриум.
Работа велась в сотрудничестве с реставратором Майклом Эллулом. С акцентом, который решительно препятствовал использованию реплик и подражаний. Следовательно, все, что выглядит 16-м веком, является 16-м веком, а все, что выглядит современным, является современным. Национальная организация наследия протестовала против сноса газового убежища времен Второй мировой войны и других исторических останков британского периода.
Это решение особенно отражается на первом этаже. В музыкальной комнате был снят потолок, установленный британцами, и комната восстановлена в своем первоначальном состоянии. Сувенирный магазин с одной стороны расколот. В других залах частичное снятие потолка позволило представить оба периода в современной интерпретации глубоко исторического здания.
Реставрация кавальера была завершена к концу лета 2000 года, и 22 сентября того же года он открылся для публики как Центр творчества кавальера Святого Джеймса с выставкой под названием «Искусство на Мальте сегодня». В настоящее время в кавальере находятся небольшой театр, кинотеатр, музыкальные залы и художественные галереи. Здесь регулярно проводятся различные выставки и другие культурные мероприятия. С момента своего открытия он принял более миллиона посетителей. В августе 2015 года кавальер был переименован в Творческое пространство (мальт. Spazju Kreattiv).
Кавальер является национальным памятником 1-го класса, а также внесен в Национальный реестр культурных ценностей Мальтийских островов.

## Архитектура
Кавальер представляет собой большую казематную артиллерийскую платформу, имеющую пятиугольный план. Сооружение не было спроектировано с учётом эстетики, подчеркивая его полную утилитарную военную функцию. Несмотря на впечатление размеров, создаваемое внешним видом здания, половина сооружения была заполнена спрессованной землей, а остальная часть состояла из ряда разреженных камер и пандуса, по которому пушки могли достигать крыши.
Кавальер занимает заднюю сторону бастиона Святого Джеймса, и он имел возможность стрелять через главный парапет бастиона, не мешая его огню. В задней части конструкции расположены несколько пороховых магазинов.